# Джюрич, Милан
Милан Джюрич (серб. Милан Ђурић; 3 октября 1987, Белград, СФРЮ) — сербский футболист, полузащитник мальтийского клуба «Бальцан».

## Карьера
На молодёжном уровне Джюрич играл за такие команды как: «21 мая», «Железник», «Жарково» и «Пекар». В 2005 году дебютировал за «Пекар» во взрослом футболе.
Через два года перешёл в столичный клуб «Белград», за который выступал до конца 2008 года. В новом году стал игроком македонского «Металлурга». Также выступал за польскую «Сандецью», боснийский «Радник», «Ягодину», хорватскую «Истру 1961» и азербайджанскую «Зирю».
В июле 2018 года вернулся на родину и стал игроком «Воеводины».